# Гордеев, Сергей Эдуардович
Серге́й Эдуа́рдович Горде́ев (род. 22 ноября 1972, Москва) — российский предприниматель. Основной акционер компании ПИК, был её генеральным директором в 2014—2022 гг.

## Биография

### Предпринимательская деятельность
В 1995 году учредил компанию «Росбилдинг», которую возглавлял до марта 1998 года. Основной сферой деятельности «Росбилдинга» стало перепрофилирование и реструктуризация промышленных предприятий, участков под строительство, торговых помещений и универмагов. В 2006 году «Росбилдинг» прекратил свою деятельность по решению акционера. Компания была расформирована и ликвидирована.
В 2007 году Гордеев создал девелоперскую компанию «Хорус-Кэпитал», которая специализировалась на строительстве и реконструкции офисных центров и жилых комплексов. В активе компании заявлено 15 объектов площадью более 550 тыс. м². Среди них деловые центры «Гамма», «Буревестник», «Авион», «Кругозор», «Луч», «Водный стадион», офисный центр «Фабрика Станиславского», бизнес-центр класса премиум «Оазис». В 2010 году Гордеев продал «Хорус-Кэпитал» компании «О1» Бориса Минца.
В 2013 году Гордеев вместе с Александром Мамутом приобрёл у структур фонда «Suleyman Kerimov Foundation» пакет акций компании ПИК. С 2014 года по сентябрь 2022 года являлся генеральным директором и председателем Правления ПИК.
По состоянию на конец 2020 года Сергей Гордеев являлся контролирующим акционером ПИК и владел 59,15 % акций компании. В октябре 2023 года переуступил 20 % акций «Центральной трастовой компании», оставив себе 32,49 %.

### Общественная деятельность
В 2005 году Гордеев стал учредителем «Студии театрального искусства» под руководством Сергея Женовача (в 2019—2021 годах филиал МХТ). Здание театра располагалось на территории фабрики Алексеевых, где исторически существовал рабочий театр под руководством К. С. Станиславского. В 2016 году Сергей Гордеев подарил здание театра «Студию театрального искусства» (СТИ) Министерству культуры Российской Федерации.
В 2006 году создал некоммерческий Фонд содействия сохранению культурного наследия «Русский авангард», осуществляющий издательскую деятельность и работу в области сохранения объектов культурного наследия.
В 2006 году Гордеев выкупил половину дома Мельникова в Кривоарбатском переулке и выделил средства на реставрацию этого памятника архитектуры, где планировал создать так называемый музей дома. В 2010 году бизнесмен подарил Государственному музею архитектуры имени А. В. Щусева свою коллекцию архитектурной графики Леонидова, Жолтовского, Чернихова, Весниных, Фомина. В 2011 году Гордеев передал свою долю дома Мельникова Росимуществу.
В 2008—2009 годах Сергей Гордеев принимал активное участие в создании Пермского Государственного музея современного искусства в здании заброшенного городского речного вокзала. В 2009—2010 годах по инициативе, и на средства Гордеева в Перми прошли два международных архитектурных конкурса: на реконструкцию здания музея современного искусства и на выбор архитектурного решения реконструкции существующего здания и строительства новой сцены Пермского академического театра оперы и балета им. П. И. Чайковского. В конкурсах принимали участие несколько всемирно известных архитектурных компаний. В мае 2010 года пермские проекты получили гран-при Московской биеннале архитектуры.

### Политическая деятельность
В 2005—2007 годах являлся членом Совета Федерации Федерального Собрания Российской Федерации от Усть-Ордынского Бурятского автономного округа. С июля 2007 по декабрь 2010 года — Член Совета Федерации Федерального Собрания Российской Федерации от Пермского края и член Комиссии Совета Федерации по культуре.
В июле 2008 года по инициативе Гордеева Совет Федерации единогласно поддержал парламентский запрос Правительству РФ, касающийся кардинального изменения функционирования федерального закона «Об охране объектов культурного наследия». По итогам рассмотрения запроса 35 памятников архитектуры были приняты под государственную охрану.
В качестве законодателя Сергей Гордеев подготовил и направил на рассмотрение Государственной Думы РФ ряд законопроектов в области охраны культурного наследия, в том числе об ограничении рекламы на объектах культурного наследия, а также поправки в таможенный и налоговый кодексы, регламентирующие оборот культурных ценностей.
По истечении срока полномочий Сергей Гордеев заявил об окончании политической карьеры и полном переходе в бизнес, отмечая, что уходит, «потому что не политик и занимал не совсем своё место».

## Награды
В 2008 году стал номинантом IV всероссийского конкурса в области современного визуального искусства «Инновация 2008» за совместный проект с Маратом Гельманом — выставку «Русское Бедное» в Перми.
В 2010 году Гордееву был вручен диплом за вклад в развитие проекта ПЕРМЬ.
В 2011 году за проект «Фабрика Станиславского» Гордеев вместе с архитектором проекта английской компанией John McAslan+Partners был удостоен международной премии RIBA (Королевского института британских архитекторов) — за лучший международный проект года. Тогда же этот проект стал первым в рейтинге самых красивых зданий Москвы, а также попал в шортлист WAF Awards в категории «Новые, старые и возрожденные кварталы города» (New and Old and Regenerated City Quarters category). В 2012 году этот же проект удостоен премии Civic Trust Awards.
Награждён знаком «За заслуги перед Московской областью» III степени (2017).
В 2020 году Сергей Гордеев стал лауреатом 25-й юбилейной премии Станиславского за создание и развитие театра «Студия театрального искусства».

## Санкции
В январе 2018 года Гордеев включён в «кремлевский список» — список Минфина США «приближённых» к президенту России Владимиру Путину, против которых могут быть введены новые санкции, в раздел «олигархи».
23 февраля 2024 года был включён в санкционные списки США вместе с рядом компаний группы «ПИК»:.

Гордеев — российский бизнесмен, его компании извлекли выгоду от связей с Керимовым С.А. и Собяниным C.C. — лицами, чья собственность и интересы в собственности заблокированы в соответствии с Приказом. Гордеев является учредителем, гендиректором и владельцем «Холдинг Финанс». Гордеев включается в список в соответствии с разделом 1(a)(i) за то, что он осуществляет деятельность в секторе финансовых услуг в экономике РФ. Также, две аффилированные компании Гордеева, предположительно, занимались вербовкой солдат-контрактников для войны России в Украине— Государственный департамент США, 23 февраля 2024 года
Ранее, 19 октября 2022 года, был включён в санкционный список Украины «за материальную или финансовую поддержку действий, подрывающих или угрожающих территориальной целостности, суверенитету и независимости Украины».